# 善兮夫人
善兮夫人（?—?），新羅第21代君主炤知麻立干的夫人。
善兮夫人是伊伐湌乃宿的女儿，《三国遗事》称她是期寶葛文王之女，嫁给訥祇麻立干的孙子、慈悲麻立干的儿子金炤知。慈悲麻立干二十二年（479年），慈悲王死后，他的儿子金炤知即位为王，即炤知麻立干。炤知麻立干二十二年（500年）十一月，炤知王去世，没有儿子，期寶葛文王之子金智大路即位为智證王。

## 家族
- 父亲：乃宿，官至伊伐湌，一说是期寶葛文王
  - 丈夫：21代王炤知麻立干